# إعدام بريء (فلم)
إعدام بريء هو فيلم مصري عرض عام 2014.
تاريخ الفيلم يوافق عيد الأضحى لعام 1435 هـ.

## قصة الفيلم
تدور أحداثه حول شقيقان يتيمان، أحدهما لواء شرطة معروف بنزاهته وذو شخصية حازمة، يحب عمله كثيرا ويحترم القانون ويضعه في المقام الأول، والآخر طبيب تحاليل يحارب مافيا المبيدات المسرطنة ويحاول كشفها من خلال التحاليل العلمية، ومع تطور الأحداث يحدث خلاف كبير بينهما في إطار درامي مشوق.

## طاقم التمثيل
- عماد يوسف
- أحمد خليل
- نهال عنبر
- نورهان
- أحمد رفعت
- صبري عبد المنعم
- محمد متولي
- علي عبد الرحيم
- عبير منير
- ماهي نور

## فريق العمل
- إخراج: إسماعيل جمال
- قصة: عماد يوسف
- سيناريو وحوار: فتحي الجندي
- إنتاج: عماد يوسف
- موسيقى تصويرية: باسم شاهين
- مدير التصوير: طارق عثمان

## وصلات خارجية
- مقالات تستعمل روابط فنية بلا صلة مع ويكي بيانات
- صفحة الفيلم في قاعدة بيانات الأفلام العربية